# Suzanne et les Vieillards (le Tintoret)
Suzanne et les Vieillards est une peinture à l'huile sur toile (147 × 194 cm) réalisée en 1557 par le peintre vénitien le Tintoret. Il représente l'épisode biblique du même nom.
Elle est conservée au Kunsthistorisches Museum de Vienne.

## Description
L'œuvre représente Suzanne, dont l'histoire est racontée dans la version grecque du Livre de Daniel. Suzanne, à droite sur l'image, est dans le jardin de son mari et se prépare pour un bain. Elle est assise complètement nue sur une pierre sous un arbre et se regarde dans le miroir, qui s'appuie contre une haie de roses en fleurs entre deux arbres. Le tronc de l'arbre de devant s'étend comme une ligne sur toute la hauteur de l'image et la divise en deux sections: une gauche, qui ne couvre qu'environ vingt pour cent de la surface de l'image, et une beaucoup plus grande à droite, qui occupe environ quatre-vingts pour cent. La lumière du soleil tombe sur des parties du visage et du corps de Suzanne, que le Tintoret a développé comme un effet de clair-obscur. La jeune femme se penche légèrement en avant, tirant sa jambe droite vers le haut du corps avec ses bras. Dans sa main droite, elle tient un tissu blanc clair, bordé de dentelle et de franges dorées. Le pied gauche de Suzanne est immergé dans l'eau jusqu'au mollet. Ses cheveux blonds sont tressés, une bague avec une perle blanche est suspendue à son oreille gauche, et elle porte un bracelet à chaque poignet. À côté du miroir se trouvent les bijoux qu'elle a enlevés, deux bagues en or, le collier de perles, l'épingle à cheveux, le peigne à cheveux et un pot d'onction blanc. Derrière Suzanne, on peut voir sa précieuse robe rouge brodée, qui crée un contraste de couleur avec les éléments blancs.

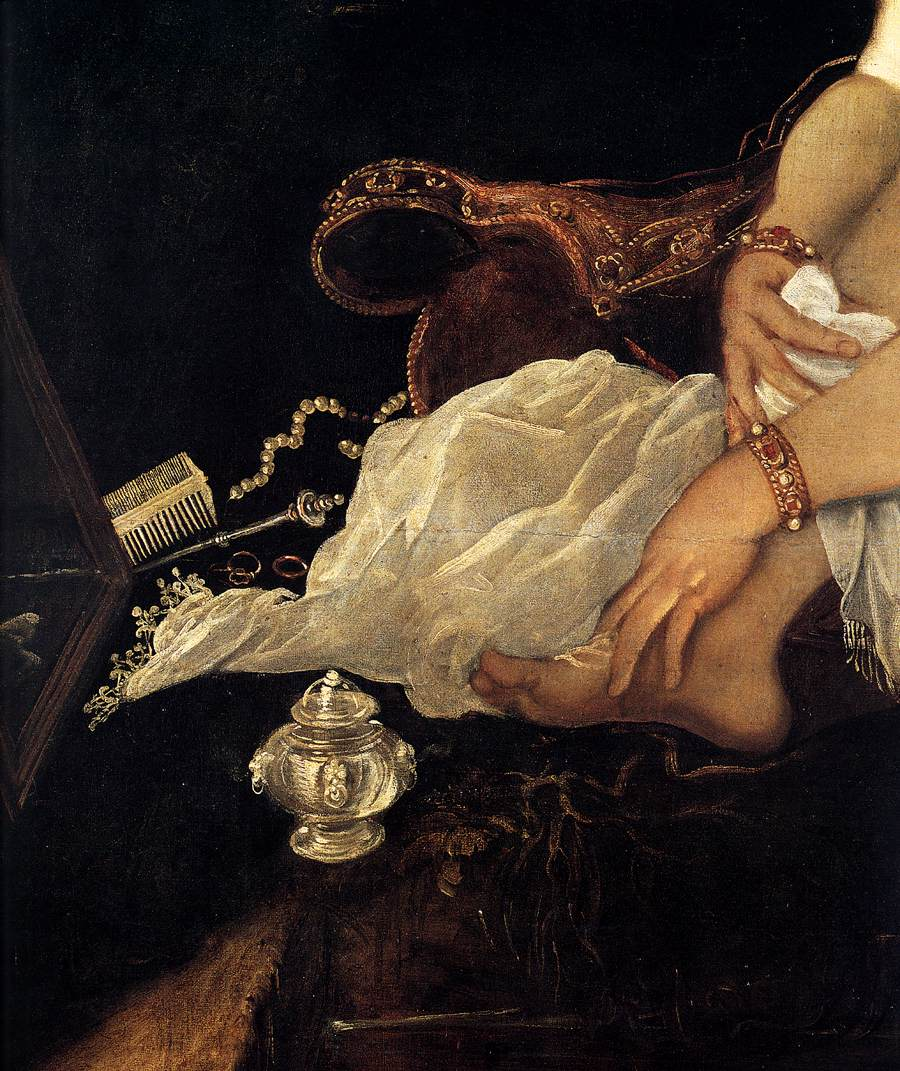
Détail.

Deux vieillards émergent — inaperçus par Suzanne — comme des voyeurs des deux côtés du mur de roses. L'un des hommes regarde autour de la haie de roses en arrière-plan. Le second, un homme chauve à la barbe blanche, vêtu d'une robe rouge et saumon vif, rampe derrière la haie. Ses joues sont rougies et il fixe la surface de l'eau, dans laquelle le corps de Suzanne probablement se reflète.
Une pie est assise sur une branche à droite au-dessus de Suzanne, derrière on peut voir un buisson de sureau. Une famille de canards nage dans l'étendue d'eau à droite derrière. Le jardin étroit avec l'étang est délimité par une clôture en bois en plus de la haie de roses. Les statues dans la zone d'entrée sont conçues comme des atlantes. Par l'entrée, la vue s'ouvre sur un vaste paysage avec une rivière, des prairies et une forêt. Sur la rive de l'étendue d'eau en arrière-plan, on peut voir un cerf et une biche. Un examen plus approfondi révèle le contour d'une ville entourée d'eau, qui est probablement la ville lagunaire de Venise — la patrie du Tintoret.
Les trois figures sont intégrées dans une composition triangulaire dont la pointe s'est légèrement déplacée vers la droite de l'axe central de l'image.

## Interprétation

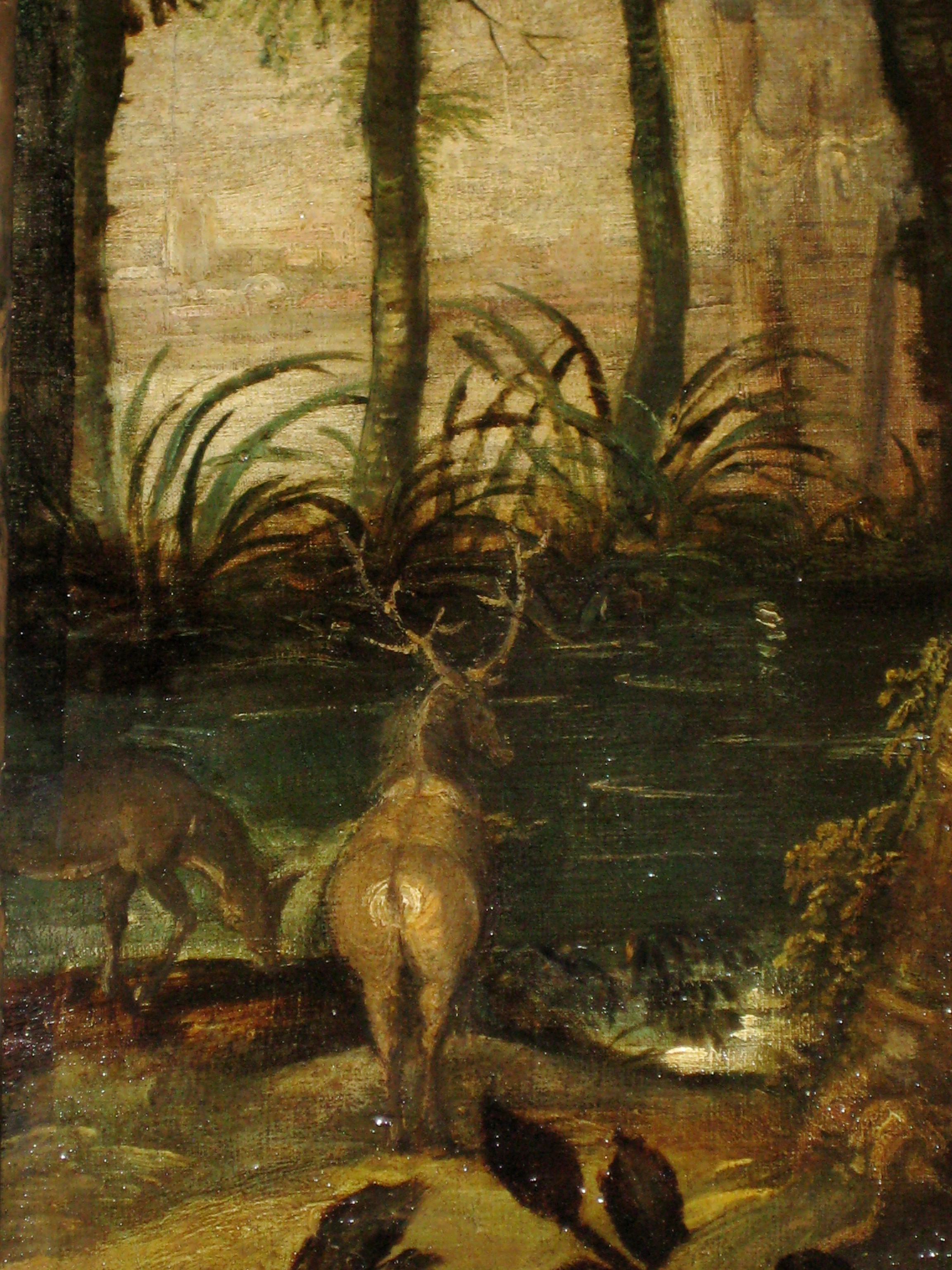
Détail : cerf et biche sur le devant de la scène, derrière arbres et contour de Venise.

Pour sa représentation du sujet de l'histoire biblique, Tintoretto choisit une scène dans laquelle Susanna semble tellement absorbée dans sa réflexion qu'elle ne remarque pas les deux vieillards embusqués, voyeuristes et diffamatoires. De plus, l'artiste met si clairement en scène l'acte de Susanna en utilisant la technique du clair-obscur que le spectateur devient lui-même un voyeur.
Afin de clarifier le message moral contenu dans le récit biblique, le Tintoret utilise le symbolisme des couleurs et des animaux. La pie représente la diffamation imminente, les canards la loyauté, les roses le plaisir. Le blanc des fleurs de sureau et les objets à côté de Susanna représentent l'innocence et la pureté. La robe rouge des vieillards signale le danger et la luxure. Le cerf représente le désir et la luxure.
Le tronc d'arbre avant divise le tableau en deux parties, qui pourraient être interprétées comme deux scènes. La représentation en forme de contour de Venise dans la petite partie gauche de l'image suggère que la baignade de Susanna dans la plus grande partie droite symbolise la ville lagunaire de Venise. De plus, le cerf en tant que signe de désir peut être vu en relation avec les événements politiques au moment de la création de la peinture du Tintoret: Vers le milieu du XVIe siècle, Venise était menacée par l'Empire ottoman sous Soliman le Magnifique, car depuis la bataille de Préveza, la flotte ottomane est devenue la première puissance navale de la Méditerranée,. Le règne de Soliman s'étend même à la zone de l'ancienne Babylone, où l'histoire dépeinte par Tintoret a eu lieu. En conséquence, les deux vieillards du tableau sont emblématiques des Ottomans qui désirent la belle et riche ville de Venise.
Avec Susanna comme représentation personnifiée de Venise et le cerf comme symbole de la luxure, l'image pourrait également être interprétée comme une critique cachée de la société vénitienne à l'époque du Tintoret. Les nombreuses prostituées de la ville ont été faites les boucs émissaires des maladies vénériennes telles que la syphilis, qui a affecté Venise sous la forme d'une épidémie mortelle. Susanna est considérée comme innocente à la fois dans le récit biblique et à l'image du Tintoret. Dans un sens figuré, cela pourrait signifier que Tintoret ne dénonce pas les prostituées de Venise, mais les hommes qui - malgré la menace d'infection se livrant constamment à leur luxure - utilisent leurs services, mais transfèrent la responsabilité des maladies sexuellement transmissibles aux femmes.

## Histoire
Le peintre vénitien a peint quatre autres tableaux du même sujet, conservés au musée du Louvre à Paris, au musée du Prado, à la National Gallery de Washington et dans une collection privée non identifiée.

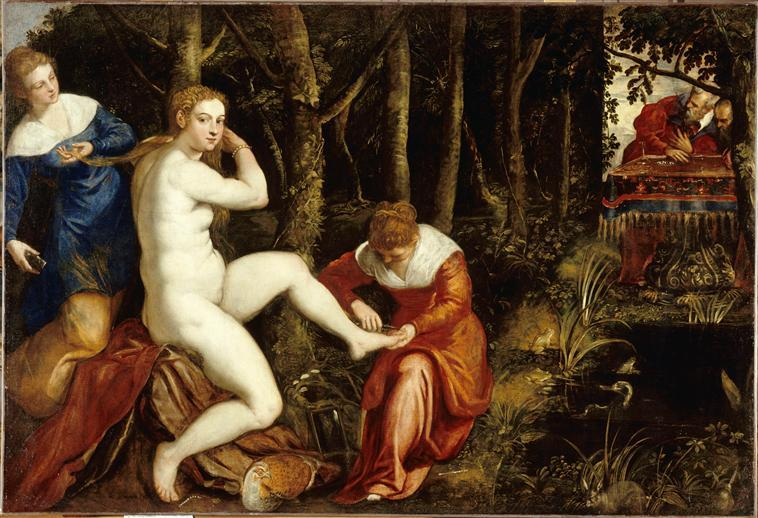
Suzanne au Bain (environ 1550–1560), musée du Louvre.
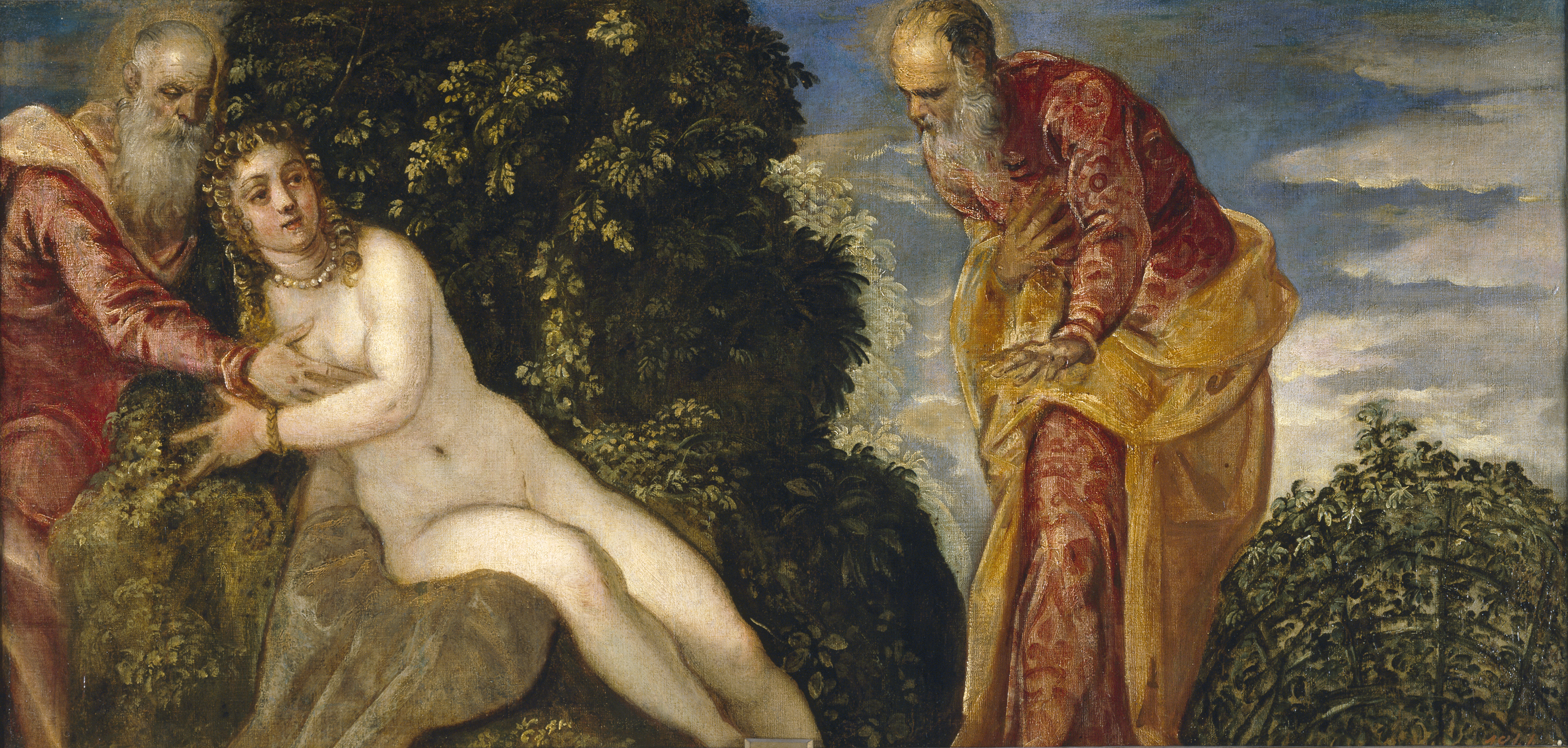
Suzanne et les Vieillards (environ 1552–1555), musée du Prado.
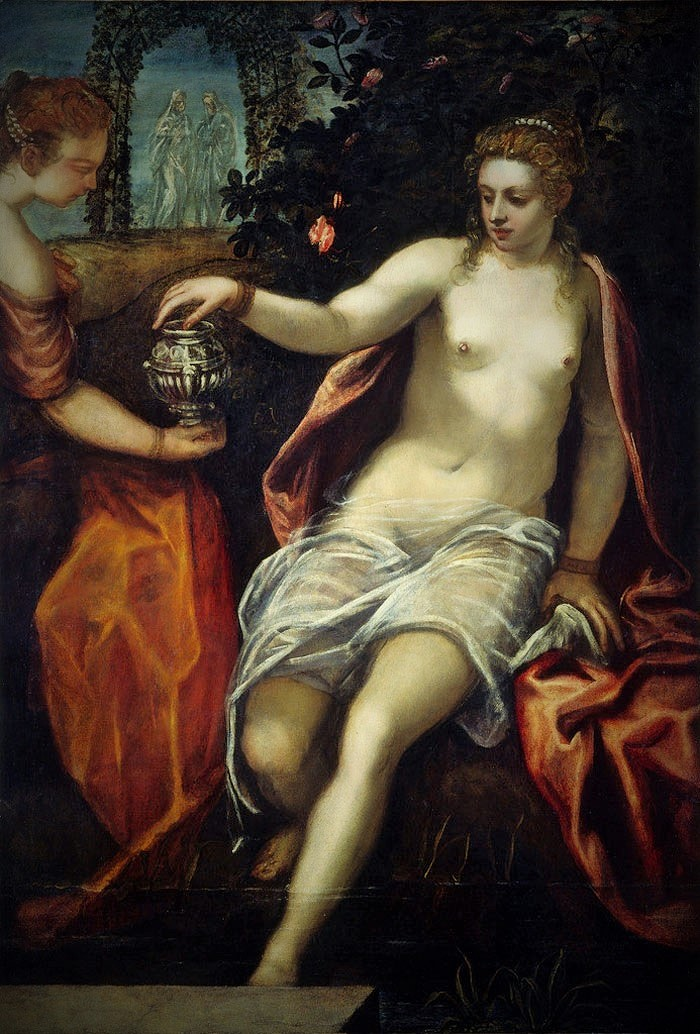
Domenico Tintoretto / atelier J. Tintoretto : Suzanne, années 1580, NGA, Washington.

## Postérité
La peinture fait partie du musée imaginaire de l'historien français Paul Veyne, qui le décrit dans son ouvrage justement intitulé Mon musée imaginaire.

### Littérature
- Tom Nichols: Tintoretto – Tradition and Identity, pages 91–94. Reaktion Books, Londres 1999.  (ISBN 1861891202). Aperçu du livre sur Google (anglais)
- Herbert Willems (éditeur): Theatralisierung der Gesellschaft (La théâtralisation de la société), Volume 1, chapitre Zeigen und Verbergen (Afficher et masquer) par Thomas Schwietring, pages 267–268. Springer-Verlag, 2009.  (ISBN 3531149229). Aperçu du livre sur Google.
- Christina Leisering: Susanna und der Sündenfall der Ältesten. LIT Verlag, Wien 2008.  (ISBN 978-3-8258-1203-4). Aperçu du livre sur Google
- Sigrid Dittrich & Lothar Dittrich: Lexikon der Tiersymbole. Tiere als Sinnbild in der Malerei des 14.–17. Jahrhunderts.  Michael Imhof Verlag, 2005. (Allemand).  (ISBN 3937251189).